# ۱۹۶۴ (شبیه‌ساز)
۱۹۶۴ یک شبیه‌ساز کنسول بازی نینتندو ۶۴ است. این برنامه به زبان سی و سی++ نوشته شده است و به صورت نرم‌افزار آزاد منتشر می‌شود. ۱۹۶۴ یکی از قدیمی‌ترین و محبوب‌ترین شبیه‌سازهای کنسول نینتندو ۶۴ است که بسیاری از بازی‌های تجاری این کنسول را پشتیبانی می‌کند.  ۱۹۶۴ یکی از معدودترین شبیه‌سازهای نینتندو ۶۴ است که به صورت توکار از بازی کند.

## حداقل سیستم مورد نیاز
- پردازنده: اینتل پنتیوم ۴ ۲٫۰ گیگاهرتز یا ای‌ام‌دی آتلون اکس‌پی ۲۲۰۰
- حافظه: ۵۱۲ مگابایت
- سیستم‌عامل: ویندوز ۲۰۰۰, ویندوز اکس‌پی یا ویستا